# Grupo Puentes
Grupo Puentes ist ein spanischer Baukonzern, der auf Brückenbau konzentriert ist. Er wurde 1977 für den Bau der Puente de Rande gegründet.
Die Tochtergesellschaft Prethor produziert Betonfertigteile.

## Projekte (Auswahl)
- Brücke über den Chiche, Quito[5]
- Eisenbahnviadukt über den Contreras-Stausee[6]
- Schrägseilbrücke über den Lérez, Pontevedra
- O Eume-Viadukt[4]
- Ulla-Viadukt[4]